# Toine Gresel
Mr. Antoine M.G. (Toine) Gresel (Stramproy, 13 december 1953) is een Nederlands politicus voor het Christen-Democratisch Appèl (CDA).

## Jeugd en studie
Toine Gresel groeide op in Midden-Limburg en Zuidoost-Brabant.
Hij volgde het hbs-A, waarna hij in 1978 de studie Nederlands Recht voltooide aan de toenmalige Katholieke Universiteit Nijmegen.

## Ambtelijke loopbaan
Na zijn rechtenstudie was Gresel actief als ambtenaar bij de Agglomeratie Eindhoven en het stadsgewest rondom 's-Hertogenbosch.

## Politieke loopbaan

### Wethouder in Veldhoven
Na zijn werk als ambtenaar werd Toine Gresel wethouder in Veldhoven. Hij was toen 28 jaar. In zijn portefeuille had hij onder andere de centrumontwikkeling. In het kader van deze centrumontwikkeling werd een nieuw gemeentehuis en een nieuwe schouwburg gebouwd.
Gresel realiseerde ook het High-tech-park, waarin bedrijven als ASML en Simac werden gevestigd.
Gresel was er ook voor verantwoordelijk dat het vroegere Eindhovense Sint Joseph ziekenhuis, nu Máxima Medisch Centrum, zich in Veldhoven vestigde.

### Burgemeester van Nistelrode
Van 1989 tot 1994 was Gresel burgemeester in Nistelrode.

### Burgemeester van Sint Anthonis
Van 1994 tot 1997 was Gresel burgemeester in Sint Anthonis.

### Burgemeester van Dronten
Van 1997 tot 2004 was Gresel burgemeester in Dronten. De brandweerkazerne in deze plaats is naar hem vernoemd.

### Burgemeester van Heerlen
Vanaf 16 maart 2004 was Gresel burgemeester van Heerlen. Toen hij naar Heerlen vertrok, was hij 50 jaar oud. Als burgemeester heeft Gresel de Operatie Hartslag doorgezet. Veel gemeenten zien Operatie Hartslag als een best practice waarmee een gemeente greep kan krijgen op de leefbaarheidsaspecten in binnensteden. In 2007 was Gresel exact 25 jaar fulltime actief als politiek en benoemd bestuurder. Op 23 september 2009 maakte hij bekend niet beschikbaar te zijn voor een herbenoeming in Heerlen vanwege persoonlijke omstandigheden. Na zijn vertrek werd hij voorzitter van het Waterschap Peel en Maasvallei en (blijft hij) lid van de raad van advies van headhuntersbedrijf Topprofile.

## Familie
Toine Gresel is getrouwd met Fransje Gresel–Stevens, samen hebben ze vier kinderen.

## Auteur
Eind 2012 verscheen van zijn hand de thriller Mano dura onder de auteursnaam Antoine Gresel, in 2015 de mediathriller Publieksjacht en in 2020 de jeugdthriller Verdwaald.